# 레드 벨리
허디 윌리엄 레드베터(Huddie William Ledbetter, /ˈhjuːdi/, 1885년 1월 23일 ~ 1949년 12월 6일)는 미국계 포크 및 블루스 음악가로, 강렬한 보컬와 12현 기타 연주 기교, 그리고 본인이 소개한 포크 스탠더드 곡들로 유명하다. 레드 벨리(Lead Belly)로 가장 잘 알려져 있지만, 음반의 크레디트는 대개 "레드벨리(Leadbelly)" 명의로 기입되어 있다. 본인은 스스로를 "레드 벨리"로 기술했으며, 그의 비석과 레드 벨리 재단(Lead Belly Foundation)이 이 철자를 따르고 있다.
레드 벨리는 일반적으로 12현 기타를 사용해 연주했고, 피아노, 만돌린, 하모니카, 바이올린, 윈드재머(전음계 아코디언)도 연주했다. 일부 음원에서는 노래 도중에 손뼉을 치거나 발을 구르기도 한다. 레드 벨리가 부른 노래의 주제는 광대한데, 여성, 독주, 감옥살이, 인종차별에 대한 복음성가와 블루스를 했다. 프랭클린 D. 루스벨트, 아돌프 히틀러, 잭 존슨, 스코츠버러 소년들, 하워드 휴스 등 뉴스에 등장하는 인물들에 대해서도 곡을 썼다. 레드 벨리는 1988년에 로큰롤 명예의 전당, 2008년에 루이지애나 음악 명예의 전당에 입성했다.